# Anker Engelund
Anker Dolleris Engelund (født 30. maj 1889 i Randers, død 6. juni 1961 i København) var en dansk bygningsingeniør, professor i bygningsstatik og rektor for Den Polytekniske Læreanstalt (1941–59). Han var født i Randers, men voksede op i København og Aalborg. 
Anker Engelund blev uddannet som ingeniør ved Polyteknisk Læreanstalt, og fik derefter ansættelse i DSB. I 1920'erne stod Anker Engelund for bygningen af mange af de broer, der for første gang bandt de danske landsdele sammen. Anker Engelund blev dermed kendt som Danmarks store brobygger. Han har projekteret mange af sin tids kendte broer, bl.a. Kong Christian den X's Bro (1930), den første Lillebæltsbro (1935), Kronprins Frederiks Bro (1935), Storstrømsbroen (1937), Vilsundbroen (1939), Dronning Alexandrines Bro (1943) og Munkholmbroen (1952) og har desuden lavet skitseprojekter til broer, der først blev opført – i ændret form – efter hans død.
Da krigen kom, ophørte byggeriet delvist, og Engelund blev nu i stedet leder af den polytekniske læreanstalt i København. Her sørgede han i 1950'erne ikke uden politisk snilde for instituttets udflytning til større og bedre faciliteter i Kongens Lyngby, det nuværende DTU. Han gik af i 1959 og døde to år senere. Engelund blev begravet på Solbjerg Parkkirkegård.
Han fik storkorset af Dannebrog i 1959 og var tidligere bl.a. kommandør af 1. grad, efter at være blevet ridder af ordenen i 1933 og Dannebrogsmand fra 1935. Desuden fik han flere udenlandske ordner og blev æresdoktor ved flere universiteter.
Den centrale vej på DTU's campus ved Lyngby er opkaldt efter ham (Anker Engelunds Vej).